# Венера от Холе Фелс
Венера от Холе Фелс (Шелклингенска Венера, Швабска Венера; на немски: Venus vom Hohlen Fels, vom Hohle Fels; Venus von Schelklingen) е най-старата известна на науката праисторическа скулптура.
Датира от преди около 35 – 40 хилядолетие пр.н.е., през Каменната епоха. Принадлежи към оринякската култура (началото на горния палеолит), което, вероятно, е времето на ранното присъствие на кроманьонския човек в Европа.
Статуетката е открита през септември 2008 г. в пещерата Холе Фелс (на швабски немски означава „Куха скала“), близо до град Шеклинген, на 15 км западно от град Улм, в провинция Баден-Вюртемберг, Германия, от екип от Тюбингенския университет. Намирането на находката е официално обявено в списание Nature. Статуетката е открита в пещера, на около 20 метра от входа, и на около 3 метра под съвременното ниво на повърхността.
Скулптурата представлява фигурка на пищна жена, с подчертан акцент върху гърдите и вулвата. Фигурката се възприема като амулет, свързан с плодовитостта и фертилността. Направена е от бивник на вълнест мамут и е намерена в счупена форма. Открити са 6 фрагмента (липсват лявата ръка и рамото). На мястото на главата има дупка, която дава основание да се заключи, че фигурката е използвана като медальон.